# Fleråriga budgetramen
Den fleråriga budgetramen, även känd som långtidsbudgeten, är en budgetram för Europeiska unionens budget. Den sträcker sig över sju år i taget (minst fem år enligt fördragen) och syftar till att säkerställa en regelbunden utveckling av unionens utgifter inom gränserna för vad dess egna medel – de medel som finansierar budgeten – tillåter.
Budgetramen fastställer tak för både åtagandebemyndiganden, det vill säga hur stora ekonomiska åtaganden unionen kan ingå under ett visst år, och betalningsbemyndiganden, det vill säga hur stora utgifter unionen kan ha under samma år. Åtagandebemyndigandena är uppdelade i olika utgiftskategorier som specificerar hur stora åtaganden unionen får göra inom respektive verksamhetsområde. Unionens årliga budget får inte överskrida taken för åtagande- och betalningsbemyndigandena, och betalningsbemyndigandena under ett visst år får under inga omständigheter leda till att uttagssatsen för unionens egna medel överskrider det tak som gäller för dessa medel.
Ursprungligen antogs den fleråriga budgetramen som ett interinstitutionellt avtal, men detta ändrades genom Lissabonfördraget, som trädde i kraft den 1 december 2009. Sedan dess fastställs budgetramen istället genom en förordning, som antas av Europeiska unionens råd i enlighet med ett särskilt lagstiftningsförfarande på förslag av Europeiska kommissionen och efter godkännande av Europaparlamentet. Rådet beslutar med enhällighet, medan Europaparlamentet beslutar med absolut majoritet.

## Historia
Fram till slutet av 1980-talet reglerades Europeiska gemenskapernas finansiella ramar enbart på årlig basis genom den allmänna budgeten. Den ökande skillnaden mellan tillgängliga resurser och faktiska budgetbehov gav dock upphov till spänningar mellan gemenskapernas institutioner. Syftet med införandet av en flerårig budgetram var dels att förbättra budgetplaneringen, dels att skärpa budgetdisciplinen. Ett interinstitutionellt avtal ingicks mellan Europaparlamentet, Europeiska gemenskapernas råd och Europeiska gemenskapernas kommission den 29 juni 1988 om den första fleråriga budgetramen för perioden 1988–1992, som även blev känd som Delors I-paketet. Den 29 oktober 1993 antogs ett nytt interinstitutionellt avtal för perioden 1993–1999, som blev känt som Delors II-paketet. Det tredje interinstitutionella avtalet ingicks den 6 maj 1999 för perioden 2000–2006, och var en del av Agenda 2000. Ett fjärde interinstitutionellt avtal antogs den 17 maj 2006 för perioden 2007–2013.
Genom Lissabonfördraget, som trädde i kraft den 1 december 2009, ändrades beslutsprocessen till att bli ett särskilt lagstiftningsförfarande där rådet antar en förordning på förslag av kommissionen och efter godkännande av Europaparlamentet. Till skillnad från ett interinstitutionellt avtal, som endast är bindande för de ingående parterna, har en förordning allmän giltighet och är till alla delar bindande och direkt tillämplig i varje medlemsstat. Ett interinstitutionellt avtal reglerar dock fortfarande andra budgetfrågor, såsom budgetdisciplin, samarbete i budgetfrågor och sund ekonomisk förvaltning.
Enligt Lissabonfördraget ska budgetramen sträcka sig över en period av minst fem år. Den första fleråriga budgetramen som antogs i enlighet med Lissabonfördragets bestämmelser fastställdes av rådet för perioden 2014–2020 genom en förordning den 2 december 2013 och trädde i kraft den 1 januari 2014. Budgetramen var ett resultat av långa förhandlingar mellan Europaparlamentet, rådet och kommissionen. För första gången beslutades att nedskärningar skulle genomföras jämfört med föregående budgetram. Budgetramen uppdaterades av rådet den 21 april 2015.
Den 2 maj 2018 lade kommissionen fram ett förslag till flerårig budgetram för perioden 2021–2027. I början av 2020 hade de nationella regeringarna fortfarande inte kunnat enas om förslaget. Storbritanniens utträde ur Europeiska unionen den 1 februari 2020 förvärrade situationen eftersom Storbritannien var en nettobetalare till unionens budget och därför efterlämnade sig ett stort hål i budgeten, samtidigt som de andra nettobetalande medlemsstaterna ogärna ville se sina årliga avgifter höjda. Efter utbrottet av covid-19-pandemin förändrades dock situationen markant och kommissionen presenterade ett uppdaterat förslag den 28 maj 2020, som även innefattade ett separat återhämtningsinstrument för covid-19-pandemin. Efter långa förhandlingar enades Europeiska rådet om ett justerat förslag den 17–21 juli 2020. I november 2020 blockerade dock den polska och den ungerska regeringen förslaget med hänvisning till deras missnöje med ett relaterat beslut om att villkora medel från budgeten med respekt för rättsstatens principer. Efter nya förhandlingar i Europeiska rådet i mitten av december 2020 kunde förslaget till ny flerårig budgetram slutligen antas för att träda i kraft inför den 1 januari 2021.
Till följd av Rysslands invasion av Ukraina 2022 beslutade Europeiska unionens råd i december 2022 att ändra förordningen om den fleråriga budgetramen för att kunna finansiera kortsiktigt ekonomiskt bistånd till Ukraina för ett belopp på upp till 180 miljarder euro. Den 20 juni 2023 presenterade Europeiska kommissionen ett förslag till ändring av den fleråriga budgetramen för att kunna stödja Ukraina ytterligare samt täcka ökade kostnader för bland annat migrationshantering och krishantering. Den 1 februari 2024 nådde Europeiska rådet en preliminär överenskommelse om förslaget. Förslaget antogs den 29 februari 2024 av Europeiska unionens råd och lade grunden för skapandet av Ukrainafaciliteten.

## Fastställande av budgetramen
Den fleråriga budgetramen fastställs av Europeiska unionens råd genom en förordning i enlighet med ett särskilt lagstiftningsförfarande efter godkännande av Europaparlamentet. Rådet beslutar med enhällighet, medan Europaparlamentet beslutar med absolut majoritet. Europeiska rådet kan dock, i enlighet med en övergångsklausul, besluta med enhällighet att rådet istället ska anta budgetramen med kvalificerad majoritet.
Europeiska kommissionen ansvarar för att utarbeta ett förslag till flerårig budgetram, som sedan översänds till rådet. Förslaget måste vara förenligt med de gränser som sätts av unionens egna medel. Även om Europeiska rådet, enligt unionens fördrag, inte fyller någon funktion i samband med fastställandet av budgetramen är det praxis att stats- eller regeringscheferna diskuterar frågan innan rådet fattar ett beslut.
Om rådet inte har antagit en ny budgetram vid utgången av den föregående sjuårsperioden, förlängs det sista årets budgetram till dess att den nya akten har antagits.

## Olika typer av bemyndiganden

### Åtagandebemyndiganden
Åtagandebemyndiganden fastställer hur stora ekonomiska åtaganden unionen kan ingå under ett år. Att unionen ingår ett åtagande under ett visst år innebär inte nödvändigtvis att en utbetalning sker under samma år. I många fall innebär åtagandena att unionen förbinder sig att finansiera projekt som genomförs under efterföljande år, vilket innebär att den faktiska utbetalningen sker långt senare.
I den fleråriga budgetramen är åtagandebemyndigandena uppdelade i olika utgiftskategorier som specificerar hur stora åtaganden unionen får göra inom respektive verksamhetsområde. På så sätt fastställer budgetramen de stora dragen i de årliga budgetar som sedan utarbetas genom det årliga budgetförfarandet.

### Betalningsbemyndiganden
Betalningsbemyndiganden fastställer hur stora utgifter unionen kan ha under ett år. Eftersom många av unionens åtaganden genomförs vid ett senare tillfälle är betalningsbemyndigandena ofta mindre än åtagandebemyndigandena. Betalningsbemyndigandena får inte leda till att uttagssatsen för unionens egna medel överskrider det tak som gäller för dessa medel.

## Fastställda budgetramar per år
Nedan presenteras utgiftsområdena för de budgetramar som antagits sedan 1988 och hur stor andel respektive utgiftstak har utgjort av det totala utgiftstaket för åtagandebemyndiganden.

### Tak för åtagandebemyndiganden efter utgiftskategori
|  | Jordbruks- och fiskeripolitik (inklusive landsbygdsutveckling) samt viss miljöpolitik |

|  | Regionalpolitik (ekonomisk, social och territoriell sammanhållning) |

|  | Inre marknaden (inklusive konkurrenskraft), forskning, infrastruktur m.m. |

|  | Asyl- och invandringspolitik och säkerhets- och försvarspolitik |

|  | Utrikespolitik och andra yttre åtgärder (inklusive humanitärt bistånd) |

|  | Förberedelser för anslutning av nya medlemsstater |

|  | Administration (europeiska offentliga förvaltningen) |

|  | Övriga utgifter (särskilda instrument, reserver, kompensationer etc.) |

### Tak för åtagandebemyndiganden
|  | Tak för åtagandebemyndiganden (i hundradels procent av unionens samlade BNI) Data saknas från de fleråriga budgetramarna före 2007 och efter 2020 då de inte inkluderade åtagandebemyndigandena som andel av unionens samlade BNI. |

### Tak för betalningsbemyndiganden
|  | Tak för betalningsbemyndiganden (i hundradels procent av unionens samlade BNI) De röda linjerna motsvarar de årliga taken för betalningsbemyndiganden enligt systemet för egna medel. Skillnaden mellan detta tak och den fleråriga budgetramens tak för andelen betalningsbemyndigande av unionens samlade BNI kallas för ”marginalen för oförutsedda utgifter”. Data saknas från den fleråriga budgetramen för 2021–2027 då den inte inkluderade betalningsbemyndiganden som andel av unionens samlade BNI. |